# Los melindres de Belisa
Los melindres de Belisa, también titulada La melindrosa o Los esclavos supuestos es una obra de teatro del dramaturgo español Félix Lope de Vega, de 1608.

## Argumento
Felisardo y Celia, jóvenes enamorados se ven obligados a escapar de la justicia que los persigue y para ello se refugian.en casa de un amigo, Eliso.  Este a su vez, apremiado con las deudas que tiene contraídas con la viuda Lisarda, se ve en la situación de entregarla a sus protegidos en concepto de prenda, indicando que se trata de los esclavos Pedro y Zara. El conflicto se desencadena cuando tanto la viuda, como su hija Belisa y su criada Flora se enamoran del apuesto esclavo, mientras que el hijo de Lisarda, Juan, queda prendado de Zara.

## Representaciones
Entre las puestas en escena en el siglo XX, puede mencionarse la de 1963 en el Teatro Recoletos de Madrid, a cargo de Berta Riaza, Ricardo Lucia, Julieta Serrano y María Luisa Ponte.